# Dites-lui que je l'aime
Dites-lui que je l'aime (Amor impossível (título em Portugal) ) é um filme francês realizado por Claude Miller em 1977.
A trama é baseada no livro This Sweet Sickness, de Patricia Highsmith.

## Sinopse
David Martinaud apaixona-se por Lise, uma mulher casada e à espera de um filho. Acidentalmente, ele mata Gérard, o marido de Lise. Vendo que ela lhe escapa, ele acaba por ser conduzido à loucura...

## Elenco
- Gérard Depardieu : David Martinaud
- Miou-Miou : Juliette
- Claude Piéplu : M. Chouin
- Jacques Denis :  Gérard Dutilleux
- Dominique Laffin : Lise
- Christian Clavier : François
- Xavier Saint-Macary :  Michel Barbet
- Michel Pilorgé : Maurice
- Josiane Balasko : Nadine
- Véronique Silver : Madame Barbet

## Prémios e nomeações
- Prémio para o Melhor Argumento no Festival de Cinema de Alexandria